# Myanmarina lisu
Myanmarina lisu (лат.) — ископаемый вид перепончатокрылых наездников рода Myanmarina из семейства Myanmarinidae (Stephanoidea).
Юго-Восточная Азия, Мьянма. Бирманский янтарь, меловой период (около 100 млн лет).

## Описание
Длина тела около 3 мм. Голова субшаровидная, её длина 0,3 мм; грудь 1,0 мм, брюшко 1,4 мм, усики 1,4 мм, длина переднего крыла 1,9 мм (заднее крыло 0,7 мм). Усики 11-члениковые. Формула шпор голеней: 1-1-1.

## Систематика
Вид был впервые описан в 2017 году китайским энтомологом Qi Zhang (Qi Zhang; State Key Laboratory of Palaeobiology and Stratigraphy, Nanjing Institute of Geology and Palaeontology, Chinese Academy of Sciences, Nanjing, Китай) и российским палеоэнтомологом Александром Павловичем Расницыным (Палеонтологический институт РАН, Москва, Россия). Родовое название дано по имени места нахождения в Мьянме (Myanmar). Видовое название дано в честь местной этнической группы Lisu, в местах проживания которых была найдена типовая серия.